# Michele Piva
Michele Piva (1º settembre 1965) è un ex nuotatore sammarinese.

## Biografia
Nato nel 1965, a 18 anni ha partecipato ai Giochi olimpici di Los Angeles 1984, in quattro gare, fermandosi alle batterie in tutte. Nei 100 m stile libero ha chiuso con il 63º tempo, 59"26, nei 200 stile libero con il 54º, 2'15"39, nei 100 rana con il 48º, 1'16"21, e nei 200 misti con il 41º, 2'29"81.
Nel 1986 ha preso parte ai Mondiali di Madrid, uscendo in batteria nei 50 m stile libero con il 50º crono, 26"29.
Due anni dopo ha partecipato di nuovo alle Olimpiadi, quelle di Seul 1988, stavolta in tre gare, anche in questo caso venendo sempre eliminato in batteria. Nei 50 m stile libero ha terminato con il 63º tempo, 26"60, nei 100 stile libero con il 69º, 57"99, e nei 100 rana con il 56º, 1'13"94.